# هنري تيزارد
هنري تيزارد (بالإنجليزية: Henry Tizard)‏ (مواليد 23 أغسطس 1885 في كنت - 9 أكتوبر 1959)، هو مخترع وكيميائي إنجليزي. هو أول من وضع رقم أوكتان لتصنيف البنزين، وساعد على تطوير الرادار في الحرب العالمية الثانية، وقاد أول دراساتٍ جادة لتطوير الرادار في الحر العالمية الثانية، ما أنه أول من عمل دراسات جادة عن الأجسام الغريبة.